# Erik Lund (réalisateur)
Erik Lund (né le 16 septembre 1893 à Berlin, Empire allemand, et mort en 1958), aussi connu sous le nom de Manfred Liebenau, est un réalisateur et producteur de cinéma allemand.

## Biographie
Erik Lund fut l'époux de l'actrice Eva May.

## Filmographie partielle
- 1918 : Sadja
- 1919 : Die Fee von Saint Ménard
- 1922 : Der Bekannte Unbekannte